# メトロニダゾール
メトロニダゾール（英: metronidazole）はニトロイミダゾール系の抗原虫薬、抗菌薬のひとつ。日本では商品名フラジールなどで知られる。
当初はトリコモナス感染症治療薬であったが、様々な微生物への殺作用が確認され、適応は広がった。

## 開発と販売
当初トリコモナス感染症治療薬として開発されたが、膣トリコモナス症治療に伴う歯肉炎の改善効果発見によって嫌気性菌に対する抗菌活性が見出され、他の感染微生物に対しても開発が進められた。欧米では嫌気性菌等にも広く用いられていたが、日本では長くトリコモナス感染症の薬剤としてしか認可されていなかった。現在ではヘリコバクター・ピロリ菌の2次除菌療法における薬剤としても認可を受けている。そのほか、ランブル鞭毛虫、赤痢アメーバなどの嫌気性環境に寄生する原虫類や各種嫌気性菌に対しても、2012年公知申請により日本でも健康保険の適用対象となった。さらに、がん性皮膚潰瘍部位で増殖するグラム陽性およびグラム陰性嫌気性菌の殺菌目的にも使用される。
日本での商品名は内服薬は「フラジール」（塩野義製薬）および「アスゾール」（富士製薬）、外用薬は「フラジール膣錠」「ロゼックス・ゲル」(ガルデルマ製造販売)、注射薬は「アネメトロ点滴静注液500mg」(ファイザー製造販売)。

## 適応症
- トリコモナス症
- ヘリコバクター・ピロリ感染症
- アメーバ赤痢、肝膿瘍
- ジアルジア症
- 以下の嫌気性菌感染症
  - 深在性皮膚感染症（蜂窩織炎など）
  - 外傷・熱傷および手術創等の二次感染
  - 骨髄炎
  - 肺炎、肺膿瘍
  - 腹膜炎、骨盤内炎症性疾患 (PSI)
  - がん性皮膚潰瘍
  - 酒さ
- 感染性腸炎(偽膜性大腸炎を含む。嫌気性菌であるクロストリジウム・ディフィシル感染に対して)

歯科領域では、3MIX（3種混合抗菌薬）の成分として、歯内療法に使用される。3MIXとは、メトロニダゾール、セファクロム、シプロフロキサシンの3種の抗菌薬を混和したものである。
獣医学領域では、イヌの腸鞭毛虫症や豚赤痢に対して有効である。また、イヌやネコの嫌気性細菌による感染症の治療にも使用される。

## 薬理
嫌気性菌やトリコモナスなど、嫌気性環境下で増殖する病原微生物がもつ特異的なニトロ還元酵素系（ニトロレダクターゼ）によって還元され、メトロニダゾールはニトロソ化合物 (R-NO)に変化する。この変化体がフリーラジカルとしてDNA二重鎖切断などの細胞傷害活性を有すため、殺菌作用を示すといわれている。

## 副作用
比較的副作用は少ない。軽度なものとして消化器症状（悪心、心窩部不快感など）、金属味、舌苔、暗赤色尿などが指摘されている。
また、まれに中枢性・末梢性の各種神経学的合併症（痙攣、小脳症状、末梢神経障害（可逆的）など）が指摘されており、重篤例も含まれる。このため、肝機能不全、長期投与や高用量投与の際には特に注意が必要である。

## 薬物相互作用
メトロニダゾールによる治療中にアルコールを摂取するといわゆる「二日酔い・悪酔い」（ジスルフィラム様作用）をひきおこすことがあるため、投与期間中のアルコールの摂取は控える必要があり、アルコールを含む薬剤（リトナビルなど）との併用時も注意が必要である。ジスルフィラムは抗酒薬であり、アルコールの代謝に関わるアルデヒド脱水素酵素(acetaldehyde dehydrogenase; ALDH)の活性を阻害することにより血中アセトアルデヒド濃度を上昇させ、上記の症状をきたす。一般に薬物相互作用におけるジスルフィラム様作用は、薬物がジスルフィラムと同様にALDHを阻害することによるが、本剤は、投与によるアルコール摂取時の血中アセトアルデヒド濃度上昇もアルデヒド脱水素酵素に対する直接の阻害活性自体も見られない一方で、本剤によるモノアミン酸化酵素(monoamine oxidases; MAO)阻害作用の報告等もあることから、本剤とアルコールとの相互作用はジスルフィラムによるアルコール不耐性とは作用が異なり、同様の症状（意識状態の変様、自律神経障害、神経筋興奮等）を示すセロトニン症候群によるものとする報告もなされている

。
そのほか、CYP2C9阻害作用による薬物相互作用（ワルファリンの作用増強（出血傾向）など）にも注意が必要である。

## 環境への放出
使用されたメトロニダゾールが下水道、下水処理場を経て、または直接河川へ流出してなお、検出されるレベルになっていることがある。バングラデシュのある川では、メトロニダゾールの濃度が環境中で安全とされる限界値を300倍も上回っていた調査結果がある。